# Heinrich von Corvey
Heinrich von Corvey, auch Heinrich von Boyneburg oder Heinrich von Northeim († nach 1152), war von 1143 bis 1146 Abt von Corvey.

## Leben
Heinrich soll ein Sohn von Siegfried III. von Boyneburg und Halbbruder von Siegfried IV. von Boyneburg gewesen sein. Seine Schwester wäre demnach Judith von Northeim gewesen, Äbtissin in Eschwege, Kemnade und Geseke. Völlige genealogische Klarheit besteht allerdings nicht. 
Noch vor dem Erreichen des nötigen kanonischen Alters setzte sein Bruder, der auch Vogt des Klosters war, 1143 die Wahl Heinrichs gegen den Willen des Konvents durch. Dies wurde von Erzbischof Heinrich von Mainz offenbar sanktioniert, war dieser doch bei dem Wahlakt anwesend. König Konrad III. belehnte Heinrich mit den Regalien. In der Folge trugen er und sein Bruder zur wirtschaftlichen Schwächung Corveys bei. 
Wegen des Vorwurfs der Simonie wurde Heinrich durch Kardinal Thomas bereits 1146 abgesetzt. Nachfolger wurde der bisherige Propst, der sich Heinrich II. nannte. Dieser starb aber bald darauf. König Konrad III. schlug als Nachfolger Wibald von Stablo vor. Eugen III. sanktionierte dies 1147. Als Wibald von Stablo 1147 auf den Wendenkreuzzug ging, überfiel Heinrich das Kloster vergeblich, um sich erneut in dessen Besitz zu setzen. 1148 unternahm er mit Hilfe Judiths von Northeim weitere vergebliche Anstrengungen gegen Wibald. 1152 tauchte er zuletzt urkundlich auf.   
Johannes Letzner vertrat die Meinung, dass Heinrich auch im Kloster Clus und im Kloster Amelungsborn tätig war, die wie Corvey im Einflussbereich der Grafschaft Northeim westlich des Rittigaues lagen. Auch für Hans Goetting spricht viel dafür, dass Heinrich bereits im Kindesalter von seinem Bruder zum Abt der drei Klöster gemacht worden war.